# اشبورن هیلز (دلاویر)
اشبورن هیلز (به انگلیسی: Ashbourne Hills) یک منطقهٔ مسکونی در ایالات متحده آمریکا است که در دلاور واقع شده‌است. اشبورن هیلز ۴۷٫۸۵ متر بالاتر از سطح دریا واقع شده‌است.